# ダモクル

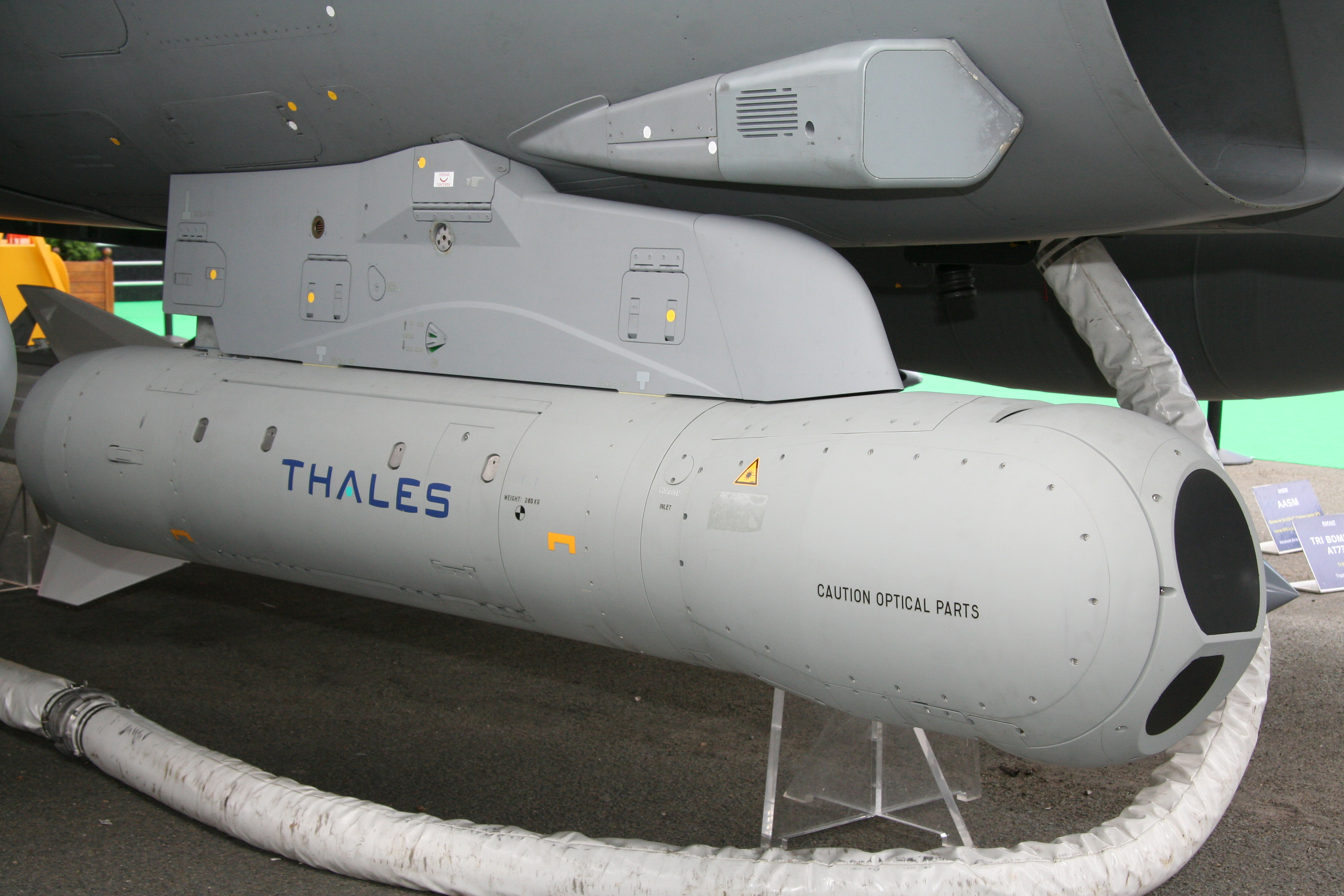
パリ・エアショー2009のダッソー・ラファールに搭載されたダモクルポッド

ダモクル（フランス語: Damoclès）は、第3世代の照準ポッド、モジュール式のアイセーフレーザー、高性能ポッドで、フランス空軍および海軍航空隊の戦闘攻撃機の航空隊に採用されている。 
ダモクルはフランスのエランクールで生産されるタレス・グループによって作られている。 

## 特徴
ダモクルは、長距離レーザー照準器、統合ナビゲーションFLIR、高解像度画像を備え、ペイブウェイやBGLのレーザー誘導弾、画像誘導兵器、AASM GPS/慣性/レーザー誘導兵器と完全に互換性がある。 
また、地上局に画像を瞬時に送信できる偵察機能も備えている。全体的な堅牢性とメンテナンスの容易さが向上している。 
レーザー兵器をその最も遠い範囲（16km）に誘導し、27kmで装甲車の標的を識別することができる。また、同範囲で攻撃後の分析も行っている。

## 輸出
ダモクル・照準ポッドの輸出販売は以下の通り。 
- マレーシア - スホーイSu-30MKM戦闘機を運用中。
- アラブ首長国連邦  - ダッソー・アビアシオンのミラージュ2000-9を飛行。
- サウジアラビア  - アメリカ・イギリスの軍用機が混在し、サウジアラビア空軍ではトーネードやタイフーンにダモクルを搭載している[1][2]。

ロシアは、マレーシアのSu-30MKMでのシステムテストの成功を受けて、タレスのダモクル偵察・目標指示ポッドを空軍の攻撃機用にライセンス生産することになった。ダモクルとウラル光学機械工場（UOMZ）製のサプサンおよびソラックス目標指示ポッドの比較試験では、フランスの設計が選ばれているが、運用は確認されていない。

## 運用

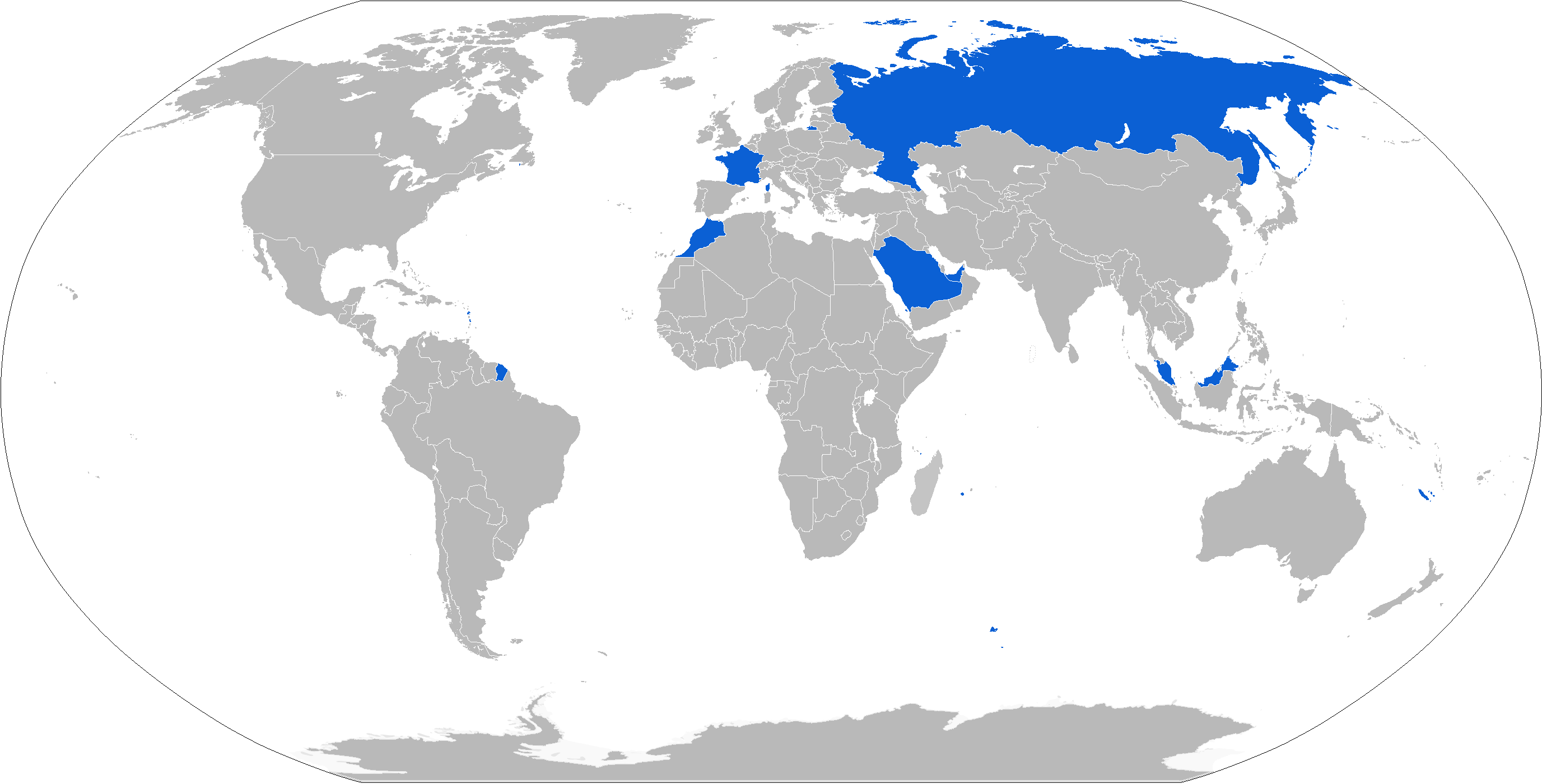
ダモクルの運用国を青色で表示した地図

### 現在の運用国
- フランス - ラファールとミラージュ2000
- マレーシア - Su-30MKM
- モロッコ - ミラージュF1CM/EM-VI
- サウジアラビア - トーネード GR4とユーロファイター タイフーン
- アラブ首長国連邦 - ミラージュ2000-9